# Riikka Sallinen
Riikka Sallinen, f.d. Välilä, född Nieminen den 12 juni 1973 i Jyväskylä i Finland, är en svensk, tidigare finländsk ishockeyspelare.
Sallinen spelade sitt första VM 1990 och tog en bronsmedalj, det första av totalt sex VM-brons hon tagit. Hon tog OS-brons i damernas ishockeyturnering i samband med de olympiska ishockeytävlingarna 1998 i Nagano.
Under 2018 gifte hon sig med då den finska, numera den svenska ortopediska osteopaten Petteri Sallinen.
Efter att ha avslutat karriären 2003 gjorde hon comeback 2013 och började spela i JYP och vid den olympiska ishockeyturneringen 2014 spelade hon för det finska landslag som slutade på en femteplats. Sallinen blev i och med Finlands bronsmedalj vid hockeyturneringen i Pyeongchang 2018 den äldsta olympiska medaljören i ishockey genom tiderna.
Hon valdes 2010 in i Internationella Ishockeyförbundets Hall of Fame.